# Арменска митология
Арменска митология или Дицабануцюн (на арменски: Հայ դիցաբանություն) се нарича комплексът от митологични представи и вярвания на арменците. Води началото си от вярванията и представите на древните племена (хурито-урарти, мушки и др.), населявали Арменското плато, които са в основата на етногенезиса на арменския народ. Голяма роля във формирането на арменската митология изиграват и външното влияние на индо-иранската култура, както и семитските митологични представи. Под влияние на първата се появяват божествата Арамазд, Анахит, Вахагн и др., влиянието на втората може да бъде открито при представите за божества като Астхик, Баршамин, Нане и др. В един по-късен етап (3 – 1 век пр.н.е.), в епохата на елинизма, арменските божества започват да се отъждествяват с боговете на т. нар. класическа античност: Арамазд е Зевс, Анахит става Артемида, Вахагн е Херакъл, Астхик – Афродита, Нане – Атина, Михр става Хефест и т.н. Още по-късно, след официалното приемане на християнството през 301 г., старите божества са редуцирани и се появяват нови митологични образи и сюжети, като вярванията също са трансформирани от новата религия. Сближават се библейски и архаични божества – напр. арменския Карапет съчетава образите (и функциите) на Йоан Кръстител, Вахагн и Тир, Габриел Хрещак – тези на архангел Гавраил и духа на смъртта Грох и др. Още по-късно през Средновековието проникват и влияния от съседните мюсюлмански народи.
Освен от късната народна традиция, основните сведения за древната арменска митология се черпят както от древногръцки (Платон, Херодот, Ксенофонт, Страбон) и византийски (Прокопий Кесарийски), така и от средновековни арменски автори от 5 – 7 век като Мовсес Хоренаци, Агатангехос (Агатангел), Езник Кохбаци, Фавстос Бузанд, Себеос, Анания Ширакаци и др.

## Тотемични елементи
В арменската митология се откриват следи от тотемистични елементи. Например според един мит, названието на Арцрунидите, един от най-важните арменски аристократични родове, идва от птицата орел (арцив); разказва се, че орел е бранил с крилете си спящият юноша-прародител на рода от дъжда и слънцето. Героите Ерванд и Ерваз са родени от връзката на жена с бик и бикът-баща е тотем на рода им. В епоса „Випасанк“ царят на мардите е вишап (дракон), самите марди също са наричани вишапи, а според народната етимология „мар“ е змия, вишап.

## Евхемеризация
За арменските митове, достигнали до нас в писмен вид, е характерна определена демитологизация и евхемеризация (историзиране, от името на древногръцкия философ Евхемер). Древните богове и герои са преобразувани в епоними на арменците или основатели на страната и държавността; такива са Хайк, Арам, Ара Гехецик и др. От друга страна злите духове и демони се трансформират в етнически чужди вождове на вражески държави; към тях спадат царя на вишапите Аждахак, Баршамин и др. По този начин и митологичния мотив за борбата между хаоса и космоса е превърнат във военно-политическа борба между арменците и чуждите народи; съпротивата на арменците срещу чуждите нашествия е и един от централните сюжети в арменската митология.
При тази евхемеризация се наблюдава и създаването на определена генеалогична връзка: Хайк е праотец на Арам (един от епонимите на армеския народ), Ара Гехецик е син на Арам, Анушаван Сосанвер е внук на Ара Гехецик. Царете Тигран, Арташес и Артавазд също се смятат за потомци на Хайк.

## Представи за света
Според един арменски мит, земята се крепи на рогата на бик; когато бикът разтресе глава, става земетресение. Според друг – тя е заобиколена от тялото на огромна риба (Лекеон или Левиатан), плаваща в световния океан, която непрекъснато се опитва да захапе опашката си; вярва се, че тези нейни опити причиняват земетресенията, а ако тя успее да хване опашката си, ще настъпи края на света. Планините обикновено са персонифицирани. Така Масис (Арарат) и Арагац са сестри, а Загрос и Тавър са рогати вишапи, намиращи се в непрекъснато противоборство; по-късно, след приемането на християнството, част от планинските вериги (Арарат, Сюпхан и др.) се свързват с библейската легенда за потопа. Съществува и вариант, според който планините са били братя, хора-исполини. Според древен обичай всяка сутрин след събуждането си, те затягали поясите си, след което се поздравявали един друг, но след като остарели, започнали да се събуждат по-късно и се поздравявали без да си затегнат поясите. За това нарушаване на обичая бог ги превръща в планини, като поясите им стават долините, а сълзите им – извори и ручеи.
Небето според арменската митология е град с медни врати и каменни стени. Разделено е от земята чрез бездънно море, в което се намира раят, докато адът се намира под земята. Според един мит пред райските врати тече огнена река, над която е прехвърлен мост с дебелината на косъм (маез камурч), който се къса под тежестта на човешките грехове; според друг мит този мост е прехвърлен над ада – умрелите се намират на този мост, когато настъпи краят на света, умрелите ще паднат в ада, а праведните ще преминат по него в рая.
Огънят и водата също са персонифицирани – те са брат и сестра, които след скарване се намират във вечна вражда. Съществува мит, според който огънят е дело на Сатаната, ударил с желязо по кремък. Хората започват да използват този огън, което разгневява Бога, който създава светкавицата (божия огън), за да наказва с него хората, дръзнали да използват огъня на дявола.
Слънцето (Арев, Арегаг) и луната (Лусин) също са персонифицирани – те са брат и сестра, като по-често Арев е сестрата, а Лусин – братът.

## Представи за природните явления
Според древните арменски вярвания бурите и вихрушките са вишапи, срещу които се сражава гръмовержецът Вахагн; след приемането на християнството мълниите и гръмотевиците са персонифицирани от св. Илия (Егия), а бурите се свързват със св. Саркис. В древни времена бурите, особено тези, при които има червени облаци, са свързани с родилните мъки, а гръмотевицата – с виковете на родилката при раждане.
Езическите и християнските вярвания се преплитат и във вярванията за росата (според първите това са сълзите на Луната, според вторите – на св. Илия), за нощта и деня: нощната тъмнина е олицетворена от злите вещици гишерамайрер, а утринната светлина се персонифицира като „розова (или непорочна) девица“, по-късно Богородица.

## Представи за животните и растенията
Арменската митология представя растенията и животните първоначално в антропоморфен облик. Сред свещените животни в арменската митология са бик, елен, мечка, куче, риба; сред птиците са щъркел, врана, жерав, петел, кокошка, лястовица. Според епоса „Сасна Црер“ пратеникът-вестоносец на боговете е враната (аграв); според вярванията петелът (акахах) също е глашатай, но на утрото; той и възкресява хората от временната смърт (съня), прогонва болестите. Според християнизиран мит, петелът е назначен за игумен на манастир, където преди да пропее, никой керван, отбил се за нощувка, не тръгва на път. Според древните митове слънцето е олицетворено от два щъркела, щъркелът (арагил) е и вестоносец на Ара Гехецик; според други митове щъркелите са хора земеделци, които, когато дойде определено време, обличат пера и отлитат в Армения. Много митове са посветени и на змиите като на особена почит е смокът (лорту), считан за приятел на арменците и дори наричан от тях „арменец“.
От растенията за свещени са смятани чинарът, хвойната, бялата дива тиква (Bryonia alba) и други.